# 눈의 여왕 (1957년 영화)
눈의 여왕(Snezhnaya Koroleva, The Snow Queen)은 러시아 연방에서 제작된 레흐 아타마노후 감독의 1957년 애니메이션 영화이다. 딕 빌즈 등이 주연으로 출연하였다.

## 출연

### 주연
- 딕 빌즈
- 빌리 부스

### 조연
- 릴리언 부예프
- 샌드라 디
- 준 포레이
- 폴 프리즈
- 토미 커크
- 아트 링클레터
- 제니 린
- 타미 마리허그
- 세르게이 마티슨
- 패트리샤 맥코맥
- 조이스 테리

## 제작진
- 원작자: 안데르센